# Adresskalender

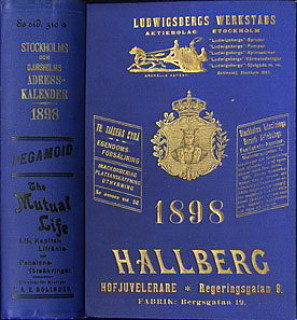
Stockholms adresskalender för 1898.

Adresskalender var förr en förteckning över åtskilliga invånare, bolag, handelsfirmor, föreningar, inrättningar och dylikt på en ort, jämte uppgifter om invånarnas namn, titlar, yrken, bostäder med mera.
Adresskalendrar för Stockholm utgavs för några spridda år på 1700-talet (först 1728). Från 1834 utkom de nästan varje år och från 1856 årligen.
Adresskalendrar utgavs mer eller mindre regelbundet även för flera andra större svenska städer. Efter andra världskriget steg antalet telefonabonnemang kraftigt och en stor del av informationen i adresskalendrarna kunde därigenom även återfinnas i telefonkatalogerna. Adresskalendrarna fick därigenom efter hand mindre betydelse och upphörde att utkomma.